# Huetia
Huetia is een geslacht uit de familie van de goudmollen (Chrysochloridae). De wetenschappelijke naam van het geslacht werd in 1942 gepubliceerd door Lothar Forcart. Het geslacht werd voorheen als ondergeslacht van het geslacht Calcochloris gerekend, maar werd in 2010 afgesplitst als een apart geslacht.

## Soorten
Er worden 2 soorten in dit geslacht geplaatst:
- Huetia leucorhina (Huet, 1885)
- Huetia tytonis (Simonetta, 1968) – Somalische goudmol